# Picumnus cirratus
Picumnus cirratus là một loài chim trong họ Picidae.
được tìm thấy ở đông nam Brazil về phía Nam và phía tây đến Pantanal, và vào phía nam-đông Bolivia, Paraguay và phía bắc Argentina. Một quần thể phân bố gián đoạn xuất hiện ở các vùng ven biển của Guiana thuộc Pháp, phía nam tới bang Amapá của Brazil và phía tây dọc theo sông Amazon thấp hơn đến Sông Tapajós. Một quần thể nhỏ, dường như cô lập được tìm thấy ở miền Nam [Guyana] và gần Roraima. Môi trường sống tự nhiên của nó là rừng khô nhiệt đới hoặc cận nhiệt đới, rừng ẩm vùng đất thấp nhiệt đới hoặc cận nhiệt đới, rừng ẩm vùng đất thấp nhiệt đới hoặc cận nhiệt đới.

## Phân loại
Chiếc piculet bị cấm trắng lần đầu tiên được nhà động vật học người Hà Lan Coenraad Jacob Temminck mô tả năm 1825. Nó được đặt tên là "Picumnus cirratus", tên cụ thể có nghĩa là "xoăn đầu", "cirrus" là tiếng Latinh cho là xoăn. Nghiên cứu phân tử cho thấy rằng nó là các loài bà con với P. Temminckii và cũng liên quan chặt chẽ với P. Dorbignyanus, và ở những thời điểm khác nhau, những loài này đã được coi là đồng nghĩa. Sáu phân loài được công nhận; P. C. Confusus được tìm thấy ở phía tây nam Guyana, miền bắc Brazil và Guiana thuộc Pháp; P. C. Macconnelli được tìm thấy ở vùng Amazon phía đông bắc Brazil; P. C. Thamnophiloides được tìm thấy ở phía đông nam Bolivia và đông bắc Argentina; P. C. Tucumanus ở tây bắc Argentina; P. C. Pilcomayensis được tìm thấy ở phía đông nam Bolivia, Paraguay và đông bắc Argentina; Và phân loài chỉ định P. C. Cirratus được tìm thấy ở đông nam Brazil, phía nam Mato Grosso và phía đông Paraguay. 
Phân loại [Phân loại (sinh học) | Phân loại] của loài này rất khó khăn; Các giống pilcomayensis, thamnophiloides and tucumanus quá độ ở miền bắc Argentina và đôi khi được coi là một loài riêng biệt, và pilcomayensis quá độ với cirratus ở miền đông Paraguay. Các phân loài phía Bắc, confusus và macconnelli cũng có thể là một loài riêng biệt. Loài này lai tạo rộng rãi với một số loài khác trong chi nơi mà phạm vi của chúng chồng lên nhau; Bao gồm P. varzeae dọc theo sông Amazon, P. temminckii ở đông nam Brazil, ocellated piculet ở Bolivia và P. albosquamatus cũng ở Bolivia.

## Phân bố
Có hai quần thể phụ khác nhau của loài chim này ở hai bên đường xích đạo ở Nam Mỹ. Dân số miền bắc là ở Guyana, tây Guiana thuộc Pháp và bắc Brazil. Dân số phía nam là ở đông nam Brazil, phía đông Bolivia, phía đông Paraguay và phía bắc Argentina. Các piculet khóa trắng chiếm nhiều môi trường sống bao gồm rừng cây khô và ẩm ướt, rừng cây, rừng, rừng cây, thảo nguyên, rừng cây, thảo mộc, bụi tre, cây nho, cây leo và các công viên và vườn mọc cao ở độ cao đến 2.200 m (7.200 ft). Đây là một loài định cư.